# Ada
Вижте пояснителната страница за други значения на Ада.
Ада (Ada) е структуриран, компилиращ се език за програмиране със статично определяне на типа, подобен на езика Pascal. Настоящата версия Ada 2012) се регламентира от ISO/IEC 8652:2012.
Първият вариант на езика се появява през февруари 1980 г. Създаден е от екип начело с френския компютърен учен Жан Давид Ишбиа (Jean David Ichbiah; 1940, Франция – 2007, САЩ; син на гръцко-турски евреи от Солун, емигрирали във Франция), който е първият главен разработчик на Ада (1977 – 1983).

## История
На групата HOLWG (High Order Language Working Group) е поставена задача да намери подходящ език за Министерството на отбраната на САЩ. След проучване се оказва, че никой от съществуващите езици не е подходящ. Затова се създава нов език – Ada. Той е наименуван на Ада Лъвлейс, която е работила на примитивния компютър на Чарлз Бабидж и е смятана за първата програмистка в света.
На пръв поглед Ada прилича много на кода на Pascal. Той притежава някои особености, които го отличават от останалите програмни езици. Езикът дава възможност да се разбият огромните проблеми на управляеми части, всяка от които да се компилира и тества поотделно.

## „Hello world!“ на Ada
```
with Ada.Text_Io;
```

```
procedure Hello is
begin
Ada.Text_Io.Put_Line("Hello world!");
end Hello;
```